# Ганс Герхард Хукенгольц
Ганс Ґергард Гукенгольц (нім. Gerhard Huckenholz, * 1930; † 29 листопада 1998) — німецький петролог. Він був професором Мюнхенського університету імені Людвіга-Максиміліана (LMU).
Гукенгольц отримав докторський ступінь у 1958 році під керівництвом Гільмара Шумана в Дрезденському технічному університеті, захистивши дисертацію про петрографічні дослідження осадових порід Таннер-Граувакке поблизу Штрасберга в долині Зельке в Нижньому Гарці. Він переїхав до Федеративної Республіки Німеччина, очолив кафедру мінералогії та петрографії в LMU в 1969 році та став там почесним професором у вересні 1998 року.